# Sooronbay Jeenbekov
Sooronbay Sharipovich Jeenbekov (tiếng Kyrgyz: Сооронбай Шарипович Жээнбеков, [soːrɔnˈbɑj ʃɑˈripɐvit͡ʃ d͡ʒeːnˈbɛkəf]; sinh ngày 16 tháng 11 năm 1958) là một chính trị gia Kyrgyz, và từng là Tổng thống Kyrgyzstan từ tháng 12 năm 2017 đến khi phải từ chức vào tháng 10 năm 2020 do khủng hoảng chính trị. Ông cũng từng là Thủ tướng của Kyrgyzstan từ tháng 4 năm 2016 đến tháng 8 năm 2017.

## Tiểu sử
Jeenbekov sinh ra ở Biy-Myrza. Anh trai ông, Asylbek Jeenbekov, cũng là một chính trị gia. Jeenbekov đã tham dự Học viện Nông nghiệp Kyrgyz ở Skryabin, tốt nghiệp kỹ thuật động vật học. Năm 2003, ông hoàn thành các nghiên cứu tiếp theo, tốt nghiệp chuyên ngành kinh tế của Đại học Nông nghiệp Quốc gia Kyrgyz.

## Nghề nghiệp
Jeenbekov làm nghề chăn nuôi gia súc, và cũng tham gia chính trị. Ông trở thành Phó Đại hội đại biểu nhân dân năm 1995. Năm 2007, ông trở thành Bộ trưởng Bộ Nông nghiệp, Thủy lợi và Công nghiệp Chế biến. Năm 2010, ông làm Thống đốc của khu vực Osh, và năm 2015, ông được bổ nhiệm làm Giám đốc Vụ Cán bộ Nhà nước. Tháng 3 năm 2016, ông được bổ nhiệm làm Phó chủ nhiệm thứ nhất của Văn phòng Tổng thống, trước khi được bổ nhiệm làm Thủ tướng Kyrgyzstan.
Jeenbekov từ chức của Thủ tướng vào ngày 21 tháng 8 năm 2017, sau khi được chọn là ứng cử viên chính thức trong cuộc bầu cử tổng thống sắp tới. Ông tuyên bố rằng ông "muốn [ở] vị trí bình đẳng với các ứng cử viên tổng thống khác".